# Alice Herz-Sommer
Alice Herz-Sommer, cunoscută și ca Alice Sommer, (n. 26 noiembrie 1903, Praga, Austro-Ungaria – d. 23 februarie 2014, Londra, Anglia, Regatul Unit) a fost o pianistă, profesoară de muzică din Boemia, de etnie ebraică.
În ultimele decenii din viață (mai exact începând cu 1986) a locuit la Londra și a trăit până la 110 ani, fiind considerată cea mai în vârstă supraviețuitoare a Holocaustului.
Un film dedicat vieții sale, intitulat The Lady in Number 6, a fost nominalizat la Oscar pentru cel mai bun documentar de scurt metraj în anul 2014.